# Développements asymptotiques raccordés
La méthode des développements asymptotiques raccordés,, est une approche de type multiéchelles permettant de trouver une approximation de la solution d'une équation ou d'un système d'équations algébriques ou différentielles. Elle est particulièrement utilisée pour résoudre des équations différentielles à perturbation singulière. Elle consiste à trouver plusieurs solutions, chacune valide dans une partie du domaine, puis à combiner ces différentes solutions pour donner une solution approximative unique valide sur l'ensemble du domaine. Dans la littérature russe, ces méthodes sont connues sous le nom d'« asymptotiques intermédiaires », introduites dans les travaux de Iakov Zeldovitch et Grigori Barenblatt.
Il existe d'autres méthodes pouvant résoudre ce type de problème : approximations successives complémentaires, échelles multiples, méthode de Poincaré-Lighthill-Kuo ou du groupe de renormalisation.
Le champ d'application de toutes ces méthodes est extrêmement vaste.

## Présentation de la méthode
Dans une grande classe de problèmes comportant une singularité, le domaine peut être divisé en deux ou plusieurs sous-domaines. Dans l'un d'entre eux, souvent le plus grand, la solution est approchée avec précision par un développement asymptotique obtenu en traitant le problème comme une perturbation régulière (c'est-à-dire en faisant tendre un « petit paramètre » vers zéro). Les autres sous-domaines sont constitués d'une ou plusieurs régions faiblement étendues dans lesquelles cette approximation est invalide. Ces zones sont appelées « couches de transition » en général, et plus spécifiquement « couches limites » (par analogie avec le problème de mécanique des fluides ainsi nommé) ou « couches intérieures » selon qu'elles se produisent à la frontière du domaine (comme c'est le cas habituel dans les applications) ou à l'intérieur du domaine, respectivement.
Une approximation sous la forme d'une série asymptotique est obtenue dans la ou les couches de transition en traitant cette partie du domaine comme un problème de perturbation distinct. Cette approximation est appelée « solution interne », par opposition à la « solution externe » du problème précédent. Les solutions externe et interne sont ensuite combinées via un processus appelé « raccordement » (matching) permettant d'obtenir une solution approximative pour l'ensemble du domaine,,,.

## Un exemple simple
Considérons le problème aux limites suivant :
{\displaystyle \varepsilon y''+(1+\varepsilon )y'+y=0}
où {\displaystyle y} est une fonction de la variable temporelle indépendante {\displaystyle t\in (0,1)}, les conditions aux limites sont {\displaystyle y(0)=0} et {\displaystyle y(1)=1}, et {\displaystyle \varepsilon } est un petit paramètre tel que {\displaystyle 0<\varepsilon \ll 1}.

### Solution externe
Les quatre termes de l'équation (après développement) sont d'ordre {\displaystyle O(\varepsilon ),~O(1),~O(\varepsilon ),~O(1)}, respectivement.
Si on ne retient que les termes d'ordre dominant l'équation se réduit à :
{\displaystyle y'+y=0}
qui a pour solution :
{\displaystyle y=Ae^{-t}}
En appliquant la condition limite {\displaystyle y(0)=0} la constante d'intégration vaut {\displaystyle A=0}, ce qui conduit à une solution triviale sans intérêt. En appliquant la condition limite {\displaystyle y(1)=1} on a {\displaystyle A=e}, ce qui conduit à la solution du problème extérieur {\displaystyle y_{\mathrm {O} }=e^{1-t}}. Cette contradiction montre que  {\displaystyle \varepsilon =0} n'est pas une approximation valable à faire sur l'ensemble du domaine : on a affaire à un problème de perturbation singulière dû à une couche limite adjacente à {\displaystyle t=0}.

### Solution interne
Dans la région interne {\displaystyle t} et {\displaystyle \varepsilon } sont tous deux petits, mais de taille comparable. On définit une nouvelle variable réduite {\displaystyle \tau =t/\delta } où {\displaystyle \delta } est la « jauge » ou « épaisseur de couche limite ». En remplaçant {\displaystyle t} par {\displaystyle \tau \delta } dans l'équation le problème devient :
{\displaystyle {\frac {\epsilon }{\delta ^{2}}}y''(\tau )+(1+\epsilon ){\frac {1}{\delta }}y'(\tau )+y(\tau )=0}
En suivant le principe de moindre dégénérescence on souhaite conserver le maximum de termes dans l'équation et pour cela on choisit {\displaystyle \delta =\varepsilon }. Après multiplication par {\displaystyle \varepsilon } l'équation devient :
{\displaystyle y''(\tau )+\left({1+\varepsilon }\right)y'(\tau )+\varepsilon y(\tau )=0}
À la limite {\displaystyle \varepsilon =0} on a :
{\displaystyle y''+y'=0}
La solution est :
{\displaystyle y=B-Ce^{-\tau }}
Compte tenu de la condition à la limite {\displaystyle y(0)=0} les constantes d'intégration sont telles que {\displaystyle B=C}. Donc une solution d'ordre principal dans cette région interne est :
{\displaystyle y_{\mathrm {I} }=B\left({1-e^{-\tau }}\right)=B\left({1-e^{-t/\varepsilon }}\right)}

### Raccordement des solutions

Solutions pour diverses valeurs de et fonction. Solutions exactes et approchées sont indiscernables

La constante {\displaystyle B} est obtenue par comparaison des valeurs des fonctions interne et externe dans la région intermédiaire (ou de chevauchement), c'est-à-dire où {\displaystyle \varepsilon \ll t\ll 1}. On égale les termes provenant du développement des solutions de chacun des problèmes (« raccord intermédiaire ») ou, si elles existent, les solutions asymptotiques de chacun d'entre eux (« raccord asymptotique »). Cette dernière méthode donne ici :
{\displaystyle \lim _{\tau \to \infty }y_{\mathrm {I} }=\lim _{t\to 0}y_{\mathrm {O} }\quad \Rightarrow \quad B=e}
La solution composite sera obtenue par addition des approximations interne et externe et soustraction de la partie commune :
{\displaystyle {\begin{array}{rcl}y(t)&=&y_{O}(t)+y_{I}(t)-e\\&=&e^{1-t}-e^{1-{\frac {t}{\varepsilon }}}\end{array}}}
On peut évaluer la précision du résultat par comparaison avec la solution exacte :
{\displaystyle y(t)={\frac {e^{-t}-e^{-t/\varepsilon }}{e^{-1}-e^{-1/\varepsilon }}}}
La solution approximative est le premier terme d'un développement de la solution exacte en puissances de {\displaystyle e^{1-1/\varepsilon }}.